# Gruppo ordinato
In algebra, un gruppo ordinato è un gruppo {\displaystyle G} dotato di una relazione d'ordine parziale che preserva l'operazione di gruppo: se {\displaystyle \leq } è una relazione d'ordine su {\displaystyle G}, allora per ogni {\displaystyle a,b,c} in {\displaystyle G} deve valere che
{\displaystyle a\leq b} implica {\displaystyle ac\leq bc} e {\displaystyle ca\leq cb.}
Si dice anche che {\displaystyle \leq } è invariante per traslazioni (la motivazione del nome è più evidente per gruppi additivi).
Grazie alle proprietà di un gruppo possiamo enunciare la caratterizzazione:
{\displaystyle a\leq b} se e solo se {\displaystyle e\leq a^{-1}b,}
dove {\displaystyle e} è l'elemento neutro del gruppo. L'insieme degli elementi maggiori o uguali di {\displaystyle e} si denota con {\displaystyle G^{+}} e si dice il cono positivo di {\displaystyle G}. L'insieme {\displaystyle G^{+}} definisce completamente l'ordine: infatti un gruppo è un gruppo ordinato se e solo se esiste un suo sottoinsieme {\displaystyle H} (che sarà proprio {\displaystyle G^{+}}) tale che:
- {\displaystyle e\in H};
- se {\displaystyle a,b\in H}, allora {\displaystyle ab\in H};
- se {\displaystyle a\in H}, allora {\displaystyle b^{-1}ab\in H} per ogni {\displaystyle b};
- se {\displaystyle a,a^{-1}\in H}, allora {\displaystyle a=e}.

Un omomorfismo tra gruppi ordinati (o O-omomorfismo) è definito come un omomorfismo di gruppi che sia anche una funzione monotona.

## Esempi
- Uno spazio vettoriale ordinato e un campo ordinato sono banalmente gruppi ordinati rispetto all'addizione.
- Il prodotto diretto di {\displaystyle n} copie del gruppo additivo dei numeri interi {\displaystyle \mathbb {Z} ^{n}} con l'ordinamento "termine a termine", cioè {\displaystyle a\leq b} se {\displaystyle a_{i}\leq b_{i}} per ogni {\displaystyle i=1,\ldots ,n}, è un gruppo ordinato.
- L'insieme delle funzioni da un qualsiasi insieme a un gruppo ordinato è un gruppo ordinato, con le operazioni definite puntualmente.